# اپان ان در واینشتراسه
اپان ان در واینشتراسه (به ایتالیایی: Appiano sulla Strada del Vino) یک کومونه در ایتالیا است که در تیرول جنوبی واقع شده‌است.

## خصوصیات
اپان ان در واینشتراسه ۵۹٫۷ کیلومترمربع مساحت و ۱۴٬۲۲۶ نفر جمعیت دارد و ۲۳۹ متر بالاتر از سطح دریا واقع شده‌است.